# Eikozán
Az eikozán egy alkán, amelynek kémiai képlete C20H42. 366 319 izomerje van.
Az n-eikozán (az eikozán egyenes láncú szerkezeti izomerje) a legegyszerűbb vegyület, amely a gyertyák készítéséhez használt paraffinviaszokban található.
Az eikozán egy színtelen, nem poláris molekula, amely szinte reakcióképtelen, kivéve égésnél. Kevésbé sűrű, mint a víz, és oldhatatlan benne. Mivel nem poláris, csak gyenge intermolekuláris kötést tud képezni (a van der Waals-erők segítségével).
A Parkinson-kórban szenvedők által kilélegzett levegőben kimutatható. 